# 17737 Sigmundjähn
17737 Sigmundjähn là một tiểu hành tinh vành đai chính với chu kỳ quỹ đạo là 1385.3202995 ngày (3.79 năm). It được khám phá 1998 by J. Kandler ở a small observatory ở Drebach in Saxony, Germany và was đặt tên theo Sigmund Jähn, the first German in space, who originated from that area.
Nó được phát hiện ngày 27 tháng 1 năm 1998.